# Beresina oder Die letzten Tage der Schweiz
Beresina oder Die letzten Tage der Schweiz è un film del 1999 diretto da Daniel Schmid.

## Trama
Racconta la storia di Irina, una ragazza squillo russa arrivata in Svizzera, il cui innocente tentativo di fare la bella vita scatena un colpo di stato involontario nel paese. Il titolo Beresina si riferisce al Beresinalied, un canto patriottico usato come codice per dare inizio al putsch.
Il film è una commedia nera in cui tutti gli aspetti della vita svizzera sono satirizzati in aneddoti. L'eroina ha a che fare con un ufficiale P-26 in pensione che appare come il suo falso "sponsor" e vari pervertiti sessuali ai vertici della gerarchia sociale svizzera. Anche i loro atteggiamenti nei confronti degli immigrati sono descritti in modo ironico. Perfino l'identità nazionale e la storia moderna della Svizzera sono caricaturate nelle prime sequenze dei colpi di stato del paese. Il film culmina con l'incoronazione di Irina a regina della Svizzera.

## Distribuzione
Beresina è stato proiettato nella sezione Un Certain Regard del Festival di Cannes 1999. È stato anche selezionato come candidato svizzero per il miglior film straniero ai premi Oscar, ma non ha ottenuto una nomination.